# Caroline Wennergren
Caroline Wennergren (Rio de Janeiro, 21 settembre 1985) è una cantante svedese originaria del Brasile.

## Carriera
Nata a Rio de Janeiro, Caroline Wennergren ha vissuto i suoi primi cinque anni in un orfanotrofio di suore carmelitane prima di venire adottata da una famiglia di Mölnlycke.
Nel 2002 ha partecipato al talent show canoro Sikta mot stjärnorna trasmesso su TV4, piazzandosi al secondo posto. Nel 2005 ha partecipato a Melodifestivalen, il processo di selezione svedese per il rappresentante nazionale all'Eurovision Song Contest, con il suo singolo di debutto A Different Kind of Love. Dopo essersi qualificata dalla semifinale si è esibita nella finale del 12 marzo, piazzandosi 5ª su dieci partecipanti e risultando la terza più votata dal pubblico. Il singolo ha raggiunto la 16ª posizione nella classifica svedese dei singoli, rimanendo nella top 60 per 13 settimane. È stato seguito dall'album Bossa Supernova, uscito a maggio 2005, che è arrivato 18º in classifica.
Nel 2011 la cantante ha pubblicato il suo secondo album Drop Me Off in Harlem, un tributo alla scena jazz newyorkese degli anni '20. Il disco ha debuttato al 52º posto nella classifica svedese degli album.
Dieci anni dopo la sua prima apparizione si è ripresentata a Melodifestivalen 2015 con il brano Black Swan. Ha cantato nella quarta semifinale, tenuta il 28 febbraio a Örebro, e si è piazzata 5ª, perdendo per una posizione la possibilità di cantare nella finale. Nel 2017 è uscito l'album di cover Goes Vintage - A Tribute to Ella Fitzgerald.

## Discografia

### Album
- 2005 - Bossa Supernova
- 2011 - Drop Me Off in Harlem
- 2017 - Goes Vintage - A Tribute to Ella Fitzgerald

### Singoli
- 2005 - A Different Kind of Love
- 2005 - Doing the Bossa Supernova
- 2005 - You and I
- 2010 - Love
- 2015 - Black Swan